# Troye Sivan
Troye Sivan Mellet (rojen 5.junija 1995) je avstralski pop pevec, tekstopisec, igralec in youtuber. Sivan je do nedavnega redno objavljal video na svojem Youtube kanalu in ima do danes več kot 4 milijone naročnikov. Svojo kariero profesionalnega youtuberja je opustil zaradi uspeha, ki ga je doživel v glasbi. Danes velja za enega najbolj vplivnih borcev za LGBTQ pravice v svetu medijev.

## Življenje in kariera

### Odraščanje
Sivan se je rodil v Johannesburgu v Južni Afriki materi Laurelle in očetu Shaunu, vendar je v Afriki preživel samo dve leti svojega življenja. Zaradi naraščanja kriminala se je družina preselila v Perth v Avstraliji. Tam je odraščal z dvema bratoma, Steele in Tyde, ter sestro Sage in družinskim psom Jaggo. Njegov oče je delal, kot nepremičninski agent, njegova mati pa je bila gospodinja. Celo življenje se že bojuje z blažjo obliko marfan sindroma. 
Sivan je odprto del LGBTQ skupnosti. 7. avgusta 2013 je to javno oznanil z videom, ki ga je objavil na svojem yt kanalu. Svoji družini je povedal, da je gej tri leta pred objavo videa. Leta 2016 je začel zvezo z modelom Jacobom Bixenmanom, ki ga lahko vidimo tudi v Sivanovi skladbi "Heaven".
1. ↑  Discogs — 2000.
2. ↑  Record #1060402602 // Gemeinsame Normdatei — 2012—2016.